# Monteille
Monteille ist eine Ortschaft im französischen Département Calvados in der Region Normandie. Die bis zum 1. Januar 2017 bestehende Gemeinde gehörte zum Kanton Mézidon-Canon im Arrondissement Lisieux. Sie ging an diesem Tag durch ein Dekret vom 8. September 2016 in der neu gebildeten Gemeinde Mézidon Vallée d’Auge auf. Seither ist sie eine Commune déléguée. 

## Geographie
Nachbarorte sind
- Notre-Dame-de-Livaye im Nordwesten und im Norden,
- Cambremer und La Houblonnière im Nordosten,
- Lécaude im Osten und im Südosten,
- Le Mesnil-Mauger im Süden und im Südwesten,
- Saint-Loup-de-Fribois im Westen und im Nordwesten.

## Bevölkerungsentwicklung

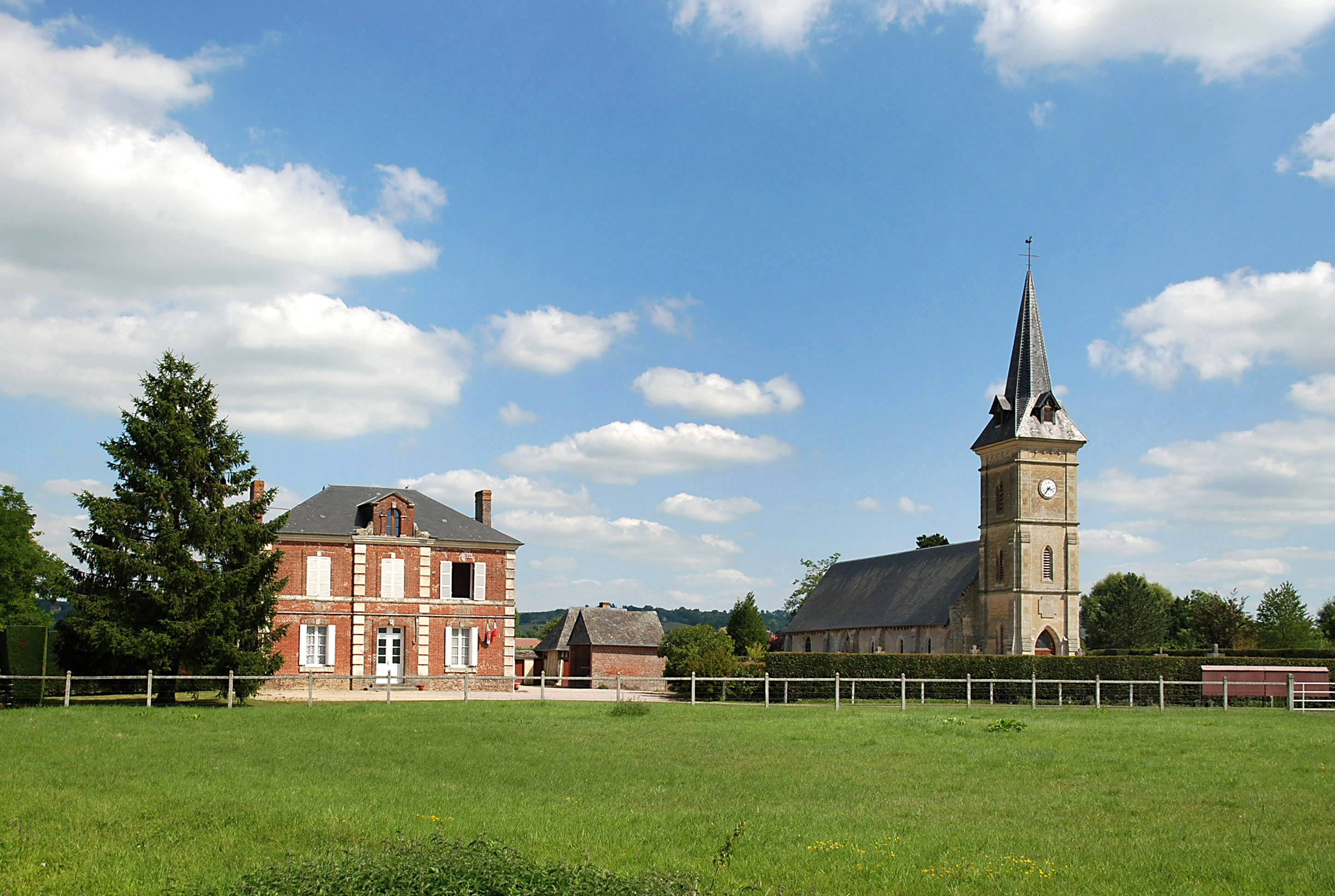
Kirche Saint-Ouen, Monument historique

| Jahr      | 1962 | 1968 | 1975 | 1982 | 1990 | 1999 | 2006 | 2014 |
| --------- | ---- | ---- | ---- | ---- | ---- | ---- | ---- | ---- |
| Einwohner | 130  | 115  | 102  | 126  | 131  | 163  | 189  | 154  |